# Fadogia erythrophloea
Fadogia erythrophloea là một loài thực vật có hoa trong họ Thiến thảo. Loài này được (K.Schum. & K.Krause) Hutch. & Dalziel mô tả khoa học đầu tiên năm 1931.